# Ardisia handroi
Ardisia handroi är en viveväxtart som beskrevs av Joaquim Franco de Toledo. Ardisia handroi ingår i släktet Ardisia och familjen viveväxter. Inga underarter finns listade i Catalogue of Life.